# ファイナンシャル・プランナー
ファイナンシャル・プランナー（Financial Planner）は、顧客である個人から、収支・負債・家族構成・資産状況などのソース提供を受け、それを基に住居・教育・老後など将来のライフプランニングに即した資金計画やアドバイスを行う職業・職種、およびその職に就く者。略してFP（エフピー）とも呼ばれる。

## 日本での沿革
- 1986年 : ファイナンシャル・プランナー（以下：FP）の民間資格を認定するダイヤモンドファイナンシャル・プランナーズが設立され、アフィリエイテッド・ファイナンシャル・プランナー資格の発行を開始する。
- 1988年 : 日本初のFPに関する公的資格「金融渉外技能審査」（通称：金財FP 労働省の技能審査認定制度に基づく）を実施することとなる社団法人金融財政事情研究会(以下：金財)がFPセンターを設立
- 1993年 : 任意団体である日本FP協会（現在の特定非営利活動法人日本ファイナンシャル・プランナーズ協会の前身。以下：協会）が民間資格であるCFP資格の試験を開始する。
- 2001年 : 「金融渉外技能審査」は、技能審査ではなく職業能力開発局長が定める職業能力検定の一つとなる（金財が実施）[1]。協会はNPO法人の認証を受ける。
- 2002年 : 職業能力開発局長が定める職業能力検定から金融渉外技能審査が外れる（2002年11月21日付）[2]。技能検定にファイナンシャル・プランニング職種が追加され、合格者はファイナンシャル・プランニング技能士とよばれるようになった。

## 資格の現状
日本において、FPとしての能力を有している者として認められている国家資格は、1～3級ファイナンシャル・プランニング技能士である。
また現在の試験制度が整う以前の沿革が複雑であり、現在の試験の前身となる民間資格・公的資格、金融業・保険業の業界団体が実施する類似の資格などが多数存在しているものの、現在「ファイナンシャル・プランナー」と称する者は下記の資格を有している事がほとんどである。
- 技能検定
  - 1～3級ファイナンシャル・プランニング技能士
  - 公的資格として金財が実施していた金融渉外技能審査（通称：きんざいFP）は行政改革の流れのなかで2001年に廃止され、技能検定に統合されたが移行特例による認定研修を受講し修了した者は、同一等級のファイナンシャル・プランニング技能士となった。
  - 日本FP協会と金財が実施している。
- 非技能検定
  - CFP認定者（日本では米国CFPボードと提携する日本FP協会）、AFP認定者（日本FP協会）による。
AFP・CFPは協会が認定する民間資格であるため個別の法律に規定される名称独占資格ではない。但しその名称は協会が「商標登録」しており、協会による認定者以外がその名称を使用すると商標法違反に問われる事となり、信頼性が担保される事となる。
  - AFP認定者となる資格を取得するには、AFP資格審査（ファイナンシャル・プランニング技能検定試験試験2級）の合格・AFP認定研修の修了・日本FP協会に入会することが要件となっている。これら順序は問わないが、AFP資格審査試験合格の有効期限は合格の日の年の翌々年度末まで。
  - AFP資格審査試験 は運用上2級ファイナンシャル・プランニング技能検定であり、協会・金財いずれの試験もAFP資格審査試験としての効力を有する。
  - 公認会計士および税理士はAFP認定研修（税理士課程）を修了することによりAFP資格を得る。
  - CFP認定者資格を取得するには、CFP資格審査試験に合格し、CFPエントリー研修を修了すること。そして、試験合格前10年から合格後5年の間に3年以上の実務経験を満たし、CFP約定書を提出することが要件となっている。CFP資格審査試験合格の有効期限は、合格日から5年以内。
  - 1級ファイナンシャル・プランニング技能検定試験はCFP資格審査試験を兼ねないが、CFP認定者は1級ファイナンシャル・プランニング技能検定試験のうち学科試験を免除され、実技試験に合格することにより、1級ファイナンシャル・プランニング技能士となれる。

協会はAFP認定者・CFP認定者に、それぞれ2年ごとの資格更新を定めている。2年間にAFP認定者はFP実務と倫理を含む最低3科目以上で15単位以上、CFP認定者はFP実務と倫理を含む最低3科目以上で30単位以上の継続教育を義務付け、資格更新要件としている。
よってAFP認定者及びCFP認定者は協会会員であり、継続教育により常に新しい業務関連知識を得ている者である。
また協会会員の義務としての年会費及び継続教育講習の受講費を各教育機関に納入するため、資格維持のため一定の費用負担が必要となる。
金財もファイナンシャル・プランニング技能士センターを設置し、ファイナンシャル・プランニング技能士に対して継続教育の機会を与えている。正会員については、2年間に1級は20ポイント・2級は15ポイント・3級は10ポイントの継続教育を義務付けている。
よってファイナンシャル・プランニング技能士センター会員及びFP協会の会員は共に、教育機関は異なるものの明確な基準のある継続教育により常に新しい業務知識を得ている者であり、その信頼性が担保されている。
但し、ファイナンシャル・プランニング技能士センターへの入会は任意であると共に、ファイナンシャル・プランニング技能検定合格者が継続教育を受けない場合においても資格を剥奪される事は無く、またファイナンシャル・プランニング技能士を称することを禁じられる事は無い。
またファイナンシャル・プランニング業務を法律上独占する専門資格は無いため、CFP認定者・AFP認定者及びファイナンシャル・プランニング技能士の資格を有していない者がファイナンシャル・プランナーという職種名を称して業務を行う場合、法律上の問題は生じない。
類似の資格としては、銀行業務検定協会が主催するFA（ファイナンシャルアドバイザー）、AFA（アシスタントファイナンシャルアドバイザー）や、生命保険協会認定FPのTLC（トータルライフコンサルタント）などが存在する。

## 職業・職種として
職業人としてのFPは主に2種類の系統に分かれる。金融機関（銀行・信託銀行・郵便局・証券会社・生命保険会社・損害保険会社など）、会計事務所、不動産仲介・分譲会社に勤務する「企業系FP」と、自ら事務所を持ち独立自営する「独立系FP」の2つの系統である。また、最近では企業に属し、その企業の従業員に対するFP業務を主とする「企業内FP」も増えている。
FP業務に特化した「独立系FP」は、プランニング業務による時間当たりの相談料・会員契約の会費（士業でいう顧問契約の顧問料）・マネー雑誌等への原稿執筆・マネーセミナーの講師を行ってる事が多くFP本来の業務ではあるが、独立系FPの実態としては「保険代理店」である者で代理店報酬が主である者が大多数である。
また、公認会計士・税理士・社会保険労務士・行政書士などの士業者や宅地建物取引士などの専門業者が各分野に特化させる形で業務を行っている場合も多い（例えば、公認会計士・税理士は税金・事業継承、社会保険労務士は年金・社会保険、行政書士は事件性の無い遺産分割協議書などの事実証明書類の作成、宅地建物取引士は不動産等々）。加えて、DCプランナー・DCアドバイザー資格を併せ持ち投資教育を業務の主軸とするFPや、モーゲージプランナー資格を有し、住宅ローンに特化したコンサルティング活動を行うFPも最近では増加している。
更に近年では金融機関以外の業者が証券仲介業の営業が出来るようになったため、株式や投資信託の販売手数料（ただし日本証券業協会が行う証券外務員試験合格および一定要件を備える必要がある）、保険仲立人資格を保有するFPは生命保険、損害保険の販売手数料などが得られるようになっている。そのためには、各金融機関とIFA（= Independent Financial Adviser )契約を結ぶことが前提となる。
「企業系FP」の職務は、FP資格を持っている営業社員が自社で取り扱っている金融・保険商品、不動産を顧客に販売することである。最近、一部の金融機関で資産運用設計が有料化されてきているが、主には金融商品の収益を収入源にしているので相談業務自体は無料であることがほとんどである。
FP資格を保有していなくともメディアにおいてFPと同等のコメンテーター活動・経済評論家活動を行っている者も多く存在する。また資格よりも経験値や提案力が問われる世界であるため、1級技能士・CFPなどの上級資格を所持していなくてもFPとして独立起業する者が多い。さらには年会費や更新料、継続教育を必要とする民間資格（CFP・AFP）の登録を解除し、国家資格である1・2級ファイナンシャル・プランニング技能士のみを肩書きに付して活動を行うFPも多い。
ただし、企業系FP・企業内FPや金融会社・生命保険会社等においては自己啓発や社員教育、更には人事評価の一環として積極的にCFPや1級ファイナンシャル・プランニング技能士と言った上級資格の取得を奨励する企業も数多く存在する。
ビジネスモデルとしては、職業としての歴史が浅いため確固たるモデルが確立されておらず、「独立系FP」のビジネスにおいてはまだまだ手探りの状態である一方、多大なる可能性を秘めた分野であるとも言える。

### 職業倫理
FPが守るべき職業倫理として次のようなものがあるとされている。
顧客利益の優先
顧客の利益を無視して自分の利益を優先させるようなプランニングを行ってはならない。FPは「顧客の利益を最優先することにより顧客より報酬を得る者」と定義されており、特定の会社の金融商品のみを顧客に紹介してはならない。
顧客に適した商品でなく自分が手にする手数料の高い商品を勧めるFPもいるが、この行為はFPの倫理規定に違反し許され得ない。
守秘義務の原則
知りえた顧客情報を外部に漏らしてはならない。ファイナンシャル・プランナーには法律上の罰則付き守秘義務はないものの、顧客のプライバシーにかかる情報を知りうる立場である職種のため、職業倫理としてこれを守る必要がある。
特に協会会員であるCFP認定者は、その規定により違反した場合には懲戒処分が課せられる守秘義務（令状等法的根拠による場合を除く）を有している。
説明義務（アカウンタビリティ）
FPは顧客の適切な意思決定のために、十分顧客に対して説明しなければならない。
顧客の同意（インフォームド・コンセント）
FPは顧客に説明するとき、顧客の理解度を確かめながら進めていかなければならない。

## 業務制約
FPとしての相談業務は個人の資産に対する見直しやライフプランニングの提案という観点から、時に各士業の職域ボーダー線に近い立ち位置で業務を行うことが多く、FPとしての職分を弁えた行動を取ることが求められる。例えば、一般論を踏み越えた個別事情の法律相談は弁護士、税務相談は有償無償を問わず税理士の独占業務であり、一般論以上の法律・税務相談は弁護士法・税理士法に抵触するので一歩踏み込んだ対応を行う事ができない。
逆説的に、これら接近する各業法の制約がFPの業務の制約であり、より内容の濃いコンサルティングへと繋げるためには各士業者とのコネクションを確立するなどの業務遂行上の工夫が求められる。